# Mina jag & Irene
Mina jag & Irene (engelska Me, Myself & Irene) är en amerikansk komedifilm från 2000, som är skriven, producerad och regisserad av bröderna Bobby och Peter Farrelly. Huvudrollerna spelas av Jim Carrey och Renée Zellweger. Filmen hade Sverigepremiär den 19 juli 2000.

## Handling
Charlie Baileygates är en snäll person som varje dag låter sig förnedras av de flesta människor i sin omgivning. Hank Evans är en betydligt tuffare person som inte bryr sig om någonting. Dessa båda personligheter delar samma kropp. Jim Carrey spelar polisen som lider av extrem personlighetsklyvning. Han försöker dessutom hjälpa Irene (Renée Zellweger), som är en ung kvinna på flykt. Dessvärre blir både Charlie och Hank förälskade i henne.

## Om filmen
Mina jag & Irene är inspelad i Vermont och Rhode Island i USA.

## Rollista (i urval)
- Jim Carrey – Charlie Baileygates/Hank Evans
- Renée Zellweger – Irene P. Waters
- Michael Bowman – Casper/Whitey/Milky
- Chris Cooper – Lieutenant Gerke
- Robert Forster – Colonel Partington
- Richard Jenkins – Agent Boshane
- Daniel Greene – Dickie Thurman
- Anthony Anderson – Jamaal Baileygates
- Mongo Brownlee – Lee Harvey Baileygates
- Jerod Mixon – Shonté Jr. Baileygates
- Tony Cox – Shonté Jackson
- Traylor Howard – Layla Baileygates
- Anna Kurnikova – motellföreståndare

## Övrigt
Den amerikanske artisten Junior Brown sjunger Highway Patrol vid introt.